# 巴黎高等法院

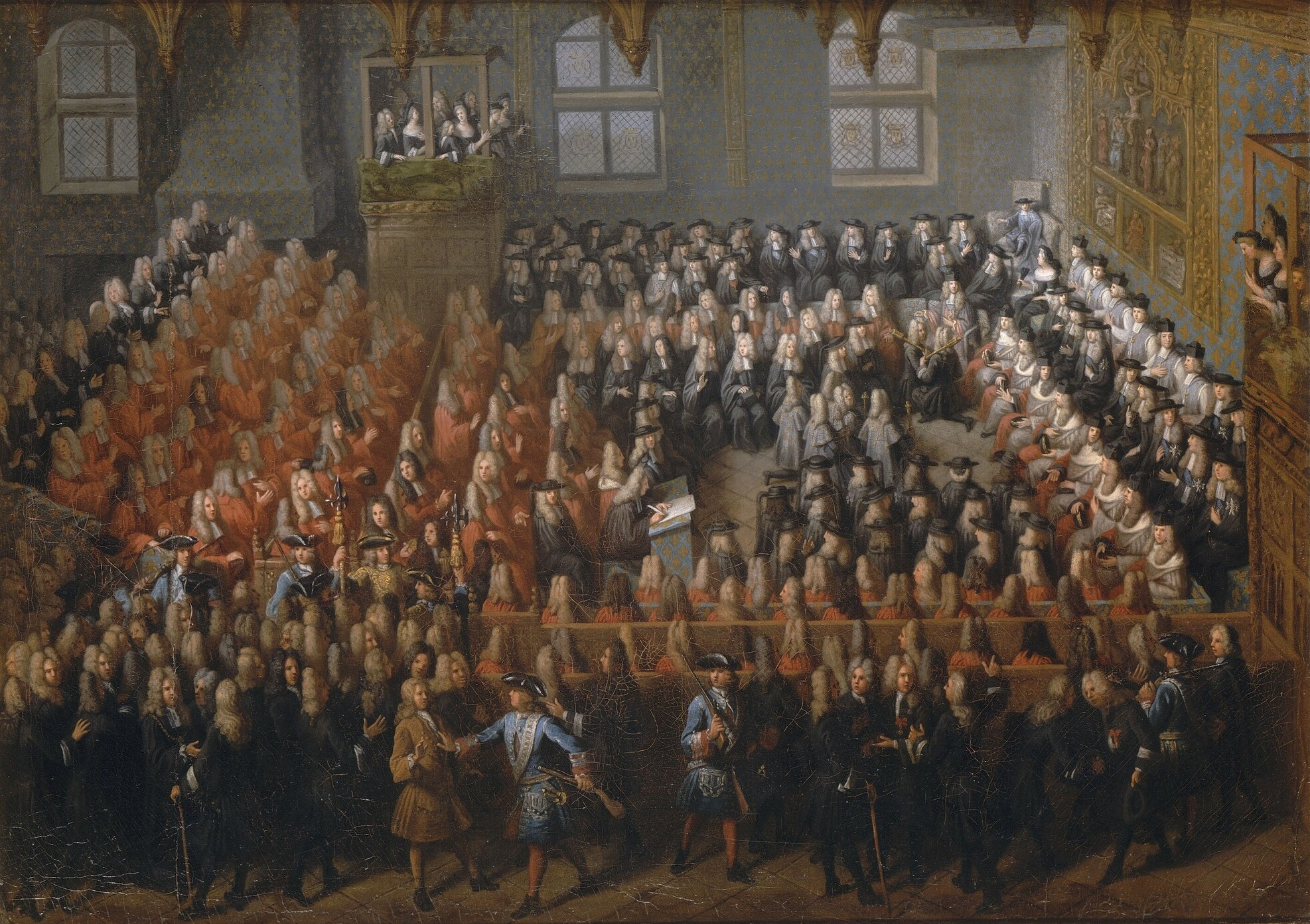
1715年，路易十五於巴黎高等法院主持「國王行法會」

巴黎高等法院（法語：Parlement de Paris），法蘭西王國最古老的「高等法院」，組建於14世紀。1302年，法王腓力四世將其定於巴黎。巴黎高等法院於西堤島的中世紀皇宮內舉行會議，該地今日仍為巴黎司法宮的所在地。